# Ganga de Burchell
La ganga de Burchell (Pterocles burchelli) és una espècie d'ocell de la família dels pteròclids (Pteroclididae) que habita sabanes àrides de l'Àfrica Meridional, al sud d'Angola, Namíbia, Botswana i nord de Sud-àfrica.